# Termolumineszcencia

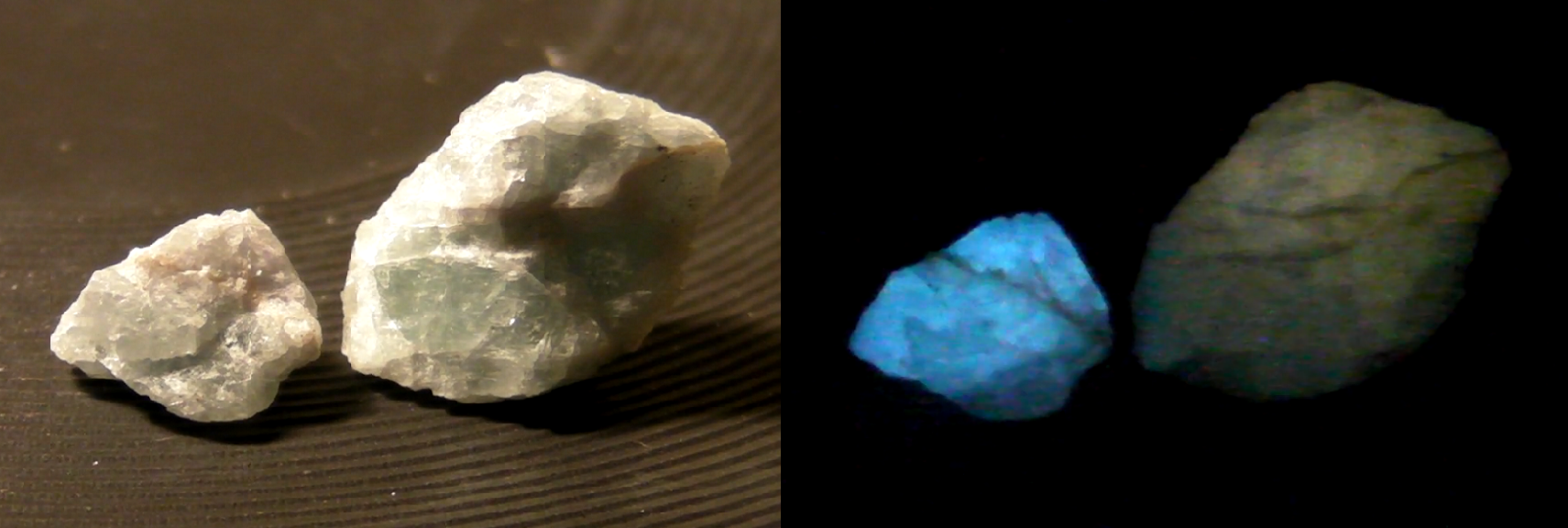
Fluorit termolumineszcenciája

A termolumineszcencia egy fizikai jelenség, melynek során elektromágneses sugárzásnak kitett minta később, felmelegítése során fényt bocsát ki magából. Ez a jelenség inkább szilárd anyagokra jellemző, de megfigyelhető aminosav-kristályokban és komplex biológiai rendszerekben is. Robert Boyle figyelte meg először, hogy a sötétben felmelegített gyémánt kék fényt bocsát ki.
A termolumineszcencia megfigyelésére szükséges egy három energiaszinttel rendelkező rendszer. Az energiaszintek a következőek: alap-, gerjesztett és a csapdaállapot. Fény vagy más sugárzással történő gerjesztés során a rendszer az alapállapotából a gerjesztett állapotba kerül. A termolumineszcencia kialakulásához szükséges esemény azonban az alap és a gerjesztett állapot közötti csapdaszinteknek a feltöltődése. A csapdákból közvetlenül nem mehetünk át alapállapotba, a gerjesztett állapottal azonban termikus egyensúlyban vannak. Így ha növeljük a hőmérsékletet, akkor a csapdából a rendszer visszakerülhet a gerjesztett állapotba. Az alapállapotba való visszajutás vezet a fotonok kibocsátásához. A csapda és a gerjesztett állapot között fennálló termikus egyensúly miatt a rendszer stabilitása függ az (Ea) aktiválási energiától,ami a két energiaszint energiakülönbsége.
A csapdából való kiszabadulás valószínűségét a következő reláció adja:
{\displaystyle K(T)=A\cdot e^{-E_{a}/(k\cdot T)}}
ahol A az úgynevezett preexponenciális tényező, E az aktiválási energia, k a Boltzmann-állandó, T pedig a hőmérséklet.

## A termolumineszcencia mérésének lépései

### A TL  mérő berendezés fő egységei
- mintatartó, amibe egy hőmérsékletszabályzó van beépítve
- megvilágító berendezés
- fényérzékelők
- vezérlő és szabályzó számítógép

### Mérési folyamatok a következők
- Flash gerjesztés
- Folyamatos gerjesztés állandó hőmérsékleten
- Gerjesztés hűtés közben

### Fotoszintetikus rendszer termolumineszcenciája
- fény (sugárzás) által gerjeszthető rendszer
- a gerjesztett állapot fény (sugárzás) kibocsátással járó lecsengése az alapállapotba (fluoreszcencia)
- a gerjesztett állapottal termikus egyensúlyban lévő csapdák, amelyekből az alapállapotba nincs közvetlen átmenet.

A termolumineszcencia keletkezéséhez szükséges 3. feltétel az az, hogy a csapdák jelenléte a kritikus. Csapda állapotok létrejöhetnek alacsony hőmérsékleten pigment rendszerekben. Csapdák kialakulásának lehetősége lehet még a fényindukált elektrotranszport során keletkező töltések stabilizálódása a fotoszintetikus elektron-transzportlánc redox komponensein. Ebben az esetben a csapdát egy, a gerjesztés hőmérsékletén stabil, pozitív donor és egy negatív akceptor komponensen található töltéspár alkotja.
A csapdaszintek energetikailag az alap és a gerjesztett állapot között helyezkednek el.
A gerjesztett állapot és a csapda energiaszintjei közötti különbség a stabilizációs energia (szabadentalpia), ami megakadályozza, hogy a szétvált töltéspár szabadon rekombinálódjon.
Egy ilyen rekombinációs folyamat során a fotoszintézis veszteséget szenved. A csapda és az alapállapot közötti energia különbség a tárolt energia (szabadentalpia), ami a fotoszintézis későbbi lépéseiben hasznosul. Elmondhatjuk hogy termolumineszcencia sávjainak a  csúcshőmérsékletét a stabilizációs energia határozza meg. Tehát minél nagyobb a stabilizációs energia, annál magasabb hőmérsékleten jelenik meg a termolumineszcencia sáv.

### A fotoszintetikus termolumineszcencia előnyei
- Egyszerű műszerek összességéből áll
- Az elektrontranszport folyamatokat időskála helyett hőmérsékleti skálán vizsgálhatjuk
- A minták széles skáláján alkalmazható: inakt levelek, alga és cinobaktérium sejtek, tilakoid membránok, PSII részecskék
- A PSII részecske majdnem minden redox komponense tanulmányozható
- A ciklus egyes reakciói vizsgálhatóak
- Szabad entalpia változások érzékeny az indikátora

### A termolumineszcencia vizsgálatoknak vannak hátrányai is
- A minta károsodhat
- egyes TL sáv egy töltéspár rekombinációs tulajdonságait jellemzi
- a hőmérséklet emelése a rekombináció sebességén kívül más tényezőket is befolyásolhat
- a fénykibocsátás egy sok lépésből álló folyamat végeredménye, ami a TL matematikai leírását és a mért görbék analízisét igen komplikálttá teszi

### Alkalmazási területek
- dozimetria
- archeológiai kormeghatározás
- geológiai kormeghatározás
- élelmiszerminőség-ellenőrzés
- szilárdtestek csapdaállapotainak, szennyezőinek vizsgálata
- elektrontranszport vizsgálatok fotoszintetikus rendszerekben